# Alzata (valvola)
Per alzata di una valvola a fungo si intende lo scostamento (tipicamente una traslazione sull'asse longitudinale) che porta la stessa dallo stato di piena chiusura allo stato di massima apertura.
La dinamica di traslazione della valvola è determinata dalla cosiddetta "legge di apertura/chiusura".
Tale legge dipende dall'architettura e dalla calibratura del meccanismo di attuazione e richiamo della valvola stessa.

## Rapporto alzata/diametro
Questo rapporto è importante per determinare la corretta alzata e dimensionamento della valvola, infatti con un'alzata estremamente contenuta non si riuscirà a far respirare il motore, mentre superato un determinato rapporto (circa 0,3) non si avranno benefici e generalmente non si eccede i 0,35 di alzata rispetto al diametro valvola.

## Limiti
Per raggiungere il rapporto ottimale d'alzata della valvola senza eccedere con le accelerazioni della valvola e rischiare il mancato contatto tra camma e punteria si utilizza sia fasature più ampie in modo da ridurre l'inclinazione dei profili della camma, ma si utilizza anche un'alzata effettiva maggiore per ridurre i picchi di accelerazione delle valvole per avere un passaggio più morbido tra i due profili della camma (alzata e chiusura).